# Notre-Dame-de-Riez
Notre-Dame-de-Riez är en kommun i departementet Vendée i regionen Pays de la Loire i västra Frankrike. Kommunen ligger i kantonen Saint-Gilles-Croix-de-Vie som tillhör arrondissementet Les Sables-d'Olonne. År 2022 hade Notre-Dame-de-Riez 2 179 invånare.

## Befolkningsutveckling
Antalet invånare i kommunen Notre-Dame-de-Riez
| Referens: INSEE |